# This House Is Not For Sale (canción de Bon Jovi)
«This House Is Not for Sale» es una canción y sencillo de la banda estadounidense de rock Bon Jovi perteneciente a su decimocuarto álbum de estudio, This House Is Not For Sale. Los autores de esta canción son Jon Bon Jovi, John Shanks y Billy Falcon, y producido Jovi and Shanks.

## Interpretación en directo
El 5 de octubre de 2016 Bon Jovi tocó la canción en directo en The Ellen DeGeneres Show. También el grupo la ha interpretado en todos los conciertos promocionales del álbum. El concierto que ofrecieron en Londres el 16 de diciembre del 2016, se grabó y publicó como un álbum en vivo This House Is Not For Sale: Live From The London Palladium, siendo «This House Is Not For Sale» la canción de apertura.

## Vídeo musical
El vídeo musical de «This House Is Not for Sale» fue dirigido por Indrani Pal-Chaudhuri. Partes del vídeo se grabaron en Bethlehem, Pensilvania, y en Allentown, Pensilvania. 
El vídeo se colgó en YouTube el 12 de agosto de 2016.